# ستيتشورث (كامبريدجشير)
ستيتشورث (بالإنجليزية: Stetchworth)‏ هي قرية و أبرشية مدنية تقع في المملكة المتحدة في إنجلترا. يقدر عدد سكانها بـ 704 نسمة .